# Protandrena boharti
Protandrena boharti är en biart som beskrevs av Timberlake 1976. Protandrena boharti ingår i släktet Protandrena och familjen grävbin. Inga underarter finns listade i Catalogue of Life.